# Berehanu Tsegu
Berehanu Wendemu Tsegu (* 30. September 1999) ist ein äthiopischer Leichtathlet, der sich auf den Langstreckenlauf spezialisiert hat. 2019 siegte er über 10.000 Meter bei den Afrikaspielen in Rabat.

## Sportliche Laufbahn
Erste internationale Erfahrungen sammelte Berehanu Tsegu bei den Crosslauf-Afrikameisterschaften 2018 in Ech Cheliff, bei denen er nach 25:11 min den vierten Platz in der U20-Wertung belegte. Im Jahr darauf wurde er beim EDP Meia Maratona de Lisboa mit 59:41 min Zweiter und siegte daraufhin beim Jianzhen International Half Marathon mit 59:56 min. Bei den Afrikaspielen in Rabat siegte er im 10.000-Meter-Lauf in 27:56,81 min. Nach Ablauf seiner Sperre wurde er bei den Crosslauf-Weltmeisterschaften 2024 in Belgrad nach 29:15 min 19. im Einzelbewerb.

## Doping
Beim Kopenhagen-Halbmarathon wurde er in 59:22 min Dritter. Die Unabhängige Athletenkommission (AIU) suspendierte ihn im Dezember 2019 wegen des Verdachts auf Blutdoping. Im März 2020 wurde er rückwirkend ab dem 15. September 2019 für vier Jahre gesperrt und sein Resultat vom Kopenhagen-Marathon gestrichen, weil er positiv auf das Dopingmittel EPO getestet worden war.

## Persönliche Bestleistungen
- 10.000-Meter-Lauf: 27:00,73 min, 17. Juli 2019 in Hengelo
- Halbmarathon: 59:42 h, 17. März 2019 in Lissabon